# Corbiella
Corbiella es un género de foraminífero bentónico considerado un sinónimo posterior de Irregularina de la subfamilia Irregularininae, de la familia Parathuramminidae, de la superfamilia Parathuramminoidea, del suborden Fusulinina y del orden Fusulinida. Su especie tipo era Corbis nodosus. Su rango cronoestratigráfico abarcaba desde el Frasniense hasta el Famenniense (Devónico superior).

## Discusión
Algunas clasificaciones más recientes incluirían Corbiella en el suborden Parathuramminina, del orden Parathuramminida, de la subclase Afusulinina y de la clase Fusulinata.

## Clasificación
Corbiella incluía a la siguiente especie:
- Corbiella nodosus †